# 1995 YP
1995 YP är en asteroid i huvudbältet som upptäcktes den 19 december 1995 av den japanska astronomen Takao Kobayashi vid Ōizumi-observatoriet.
Asteroiden har en diameter på ungefär 6 kilometer och den tillhör asteroidgruppen Koronis.